# 로퀘 유팡키

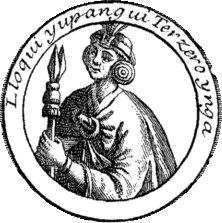
로퀘 유팡키

로퀘 유팡키(스페인어: Lloque Yupanqui)는 쿠스코 왕국의 세 번째 사파 잉카이자 후린 반족의 일원이었다.

## 가족 관계
그는 두 번째 사파 잉카였던 신치 로카의 아들이자 후계자였다. 마마 쿠라의 아들로 태어났고, 위에 형이 있음에도 불구하고 왕위를 물려받을 수 있었다. 그의 뒤를 이어 왕위에 오른 마이타 카팍의 아버지이기도 하다. 그의 아내는 마마 카후아였다.

## 통치
몇몇 기록들이 그가 세운 무공에 대해 언급하기도 하지만, 대부분의 고고학자들은 그의 통치 기간 동안 거의 아무 전쟁, 소요도 일어나지 않았고, 반란조차도 일어나지 않은 매우 평화로운 시기를 보냈다고 한다.

### 시장 건설
그는 쿠스코에 시장을 세워 사람들에게 물자를 서로 교환하게끔 하였다. 또한 그는 '아클라후아시'라는 기관을 설립하였는데, 나중에 잉카 제국 시기에는 이 아클라후아시가 제국 곳곳에서 아름다운 젊은 처녀들을 선발, 귀족들이나 용사들에게 주거나 태양신에게 바치는 일을 하였다.

## 같이 보기
- 잉카 문명
- 사파 잉카